# Platyzygaena moelleri
Platyzygaena moelleri là một loài bướm đêm thuộc họ Zygaenidae. Nó được tìm thấy ở south-east châu Á, bao gồm Ấn Độ.